# Passaporte biológico
Um passaporte biológico de atleta é um registro eletrônico individual para atletas profissionais, no qual perfis de marcadores biológicos de dopagem e resultados de testes de dopagem são agrupados ao longo de um período de tempo. Violações de dopagem podem ser detectadas observando variações dos níveis estabelecidos de um atleta fora dos limites permitidos, em vez de testar e identificar substâncias ilegais.
Embora o passaporte do atleta terminológico seja recente, o uso de marcadores biológicos da dopagem tem uma longa história no antidopagem. Talvez o primeiro marcador de dopagem, que tenta detectar uma substância proibida não com base na sua presença na urina ou no sangue, mas através dos desvios induzidos nos parâmetros biológicos, seja a chamada razão testosterona sobre epitestosterona (T / E). O T / E tem sido usado pelas autoridades esportivas desde o início dos anos 80 para detectar esteróides anabolizantes em amostras de urina. Uma década depois, em 1997, os marcadores de dopagem sanguíneo foram introduzidos por algumas federações internacionais, como a Union Cycliste Internationale (UCI) e a Federation Internationale de Ski, para impedir o abuso de eritropoietina recombinante que era indetectável por meios diretos na época. . Somente em 2002 o conceito de uso de marcadores biológicos para detectar dopagem tornou-se conhecido pelo termo passaporte de atleta . Os méritos desse paradigma de teste foram expostos na literatura científica e na terminologia adotada pela Agência Mundial Antidopagem.
Muitos acreditam que o passaporte do atleta fornece uma excelente alternativa para garantir a equidade nos esportes de elite. Embora um novo teste de drogas deva ser desenvolvido e validado para cada novo medicamento, a principal vantagem do passaporte do atleta é que ele se baseia na estabilidade da fisiologia do ser humano. Atualmente, novos medicamentos são produzidos em um ritmo sem precedentes e, muitas vezes, há um atraso de vários anos entre a disponibilidade de um novo medicamento e a aplicação de um método de detecção eficaz. Por outro lado, a fisiologia do ser humano permanece a mesma por várias gerações e todos os biomarcadores desenvolvidos hoje no passaporte do atleta permanecerão válidos por pelo menos várias décadas. Por exemplo, o módulo de sangue do passaporte já é sensível hoje a qualquer nova forma futura de eritropoietina recombinante, bem como a qualquer forma de dopagem genético que melhore a transferência de oxigênio para os músculos. Além disso, enquanto um teste de drogas negativo não significa necessariamente que o atleta não usou drogas, o atleta pode apresentar seu passaporte no início de uma competição para atestar que ele irá competir em sua condição natural e inalterada.
O passaporte do atleta recebeu muita atenção quando o seu módulo de sangue foi estabelecido no início da temporada de corrida de 2008 pela UCI. Em maio de 2008, eles revelaram que 23 ciclistas estavam sob suspeita de dopagem após a primeira fase de exames de sangue realizados sob o novo passaporte biológico. O módulo sanguíneo do passaporte do atleta visa detectar qualquer forma de dopagem sanguínea, o módulo esteróide qualquer forma de doping com esteróide anabólico e o módulo endócrino qualquer modificação do hormônio do crescimento / eixo IGF-1 . No entanto, cada um desses módulos está em diferentes etapas de desenvolvimento, validação e aplicação no esporte.

## Teste de passaporte biológico para atletas
De acordo com a Agência Mundial Antidopagem, o passaporte biológico do atleta é administrado para determinar se um atleta está manipulando suas variáveis fisiológicas sem detectar uma substância ou método específico. O passaporte biológico usa a abordagem padronizada da amostragem de urina para determinar o abuso de esteróides. O objetivo deste teste é identificar atletas num módulo hematológico e um módulo esteróide.
O módulo hematológico testa certos marcadores no corpo que identificam o aprimoramento do transporte de oxigênio. Os marcadores específicos para os quais o módulo testa incluem hematócrito, hemoglobina, contagem de glóbulos vermelhos, porcentagem de reticulócitos, contagem de reticulócitos, volume corpuscular médio, hemoglobina corpuscular média, largura média de distribuição de glóbulos vermelhos e fração de reticulócitos imaturos.
O módulo esteróide coleta informações sobre marcadores para dopagem de esteróides e tem como objetivo identificar esteróides androgênicos anabólicos endógenos. Os marcadores específicos para os quais o módulo testa incluem testosterona, epitestosterona, a racio testosterona / epitestosterona, androsterona e etiocololona.
A Agência Mundial Antidopagem divulgou recentemente a lista de Substâncias Proibidas de 2014 e entrará em vigor em 1 de janeiro. Na nova lista, a agência modificou as definições de esteróides exógenos e endógenos sendo testadas no módulo esteróide do passaporte biológico.

## Ciclismo

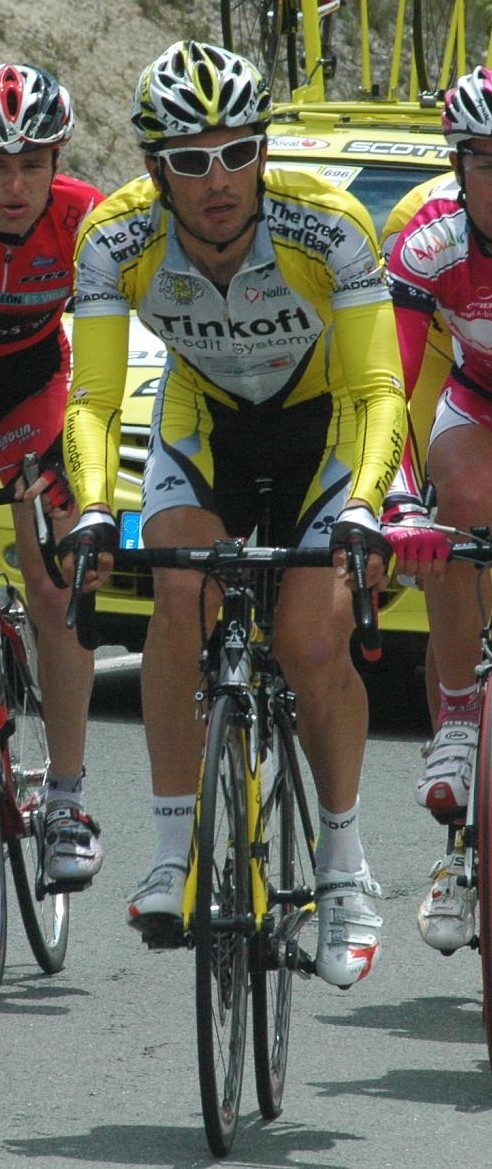
Ricardo Serrano foi um dos cinco primeiros pilotos contra os quais a UCI abriu um caso de passaporte biológico em 2009.

### Regras do paradeiro
De acordo com as novas regras, os pilotos registrados devem fornecer diariamente à Union Cycliste Internationale informações sobre a sua localização e fornecer uma janela de uma hora para possíveis testes. Eles precisam enviar um formulário a cada trimestre, informando onde estarão todos os dias do próximo trimestre e devem notificar a UCI se mudarem de local em qualquer dia. Isso significa que as informações do paradeiro fornecidas nos arquivos do paradeiro são precisas e suficientes em detalhes para permitir que qualquer Organização Antidopagem relevante o localize para testes em qualquer dia nesse período de tempo. Este é o programa de testes mais invasivo da história de qualquer esporte, mas a UCI acredita que essa invasão de privacidade se justifica, já que os regimes antidoping implementados anteriormente falharam em detectar todas as violações de doping.

### Ciclistas sancionados com base em passaportes biológicos
O programa de passaporte biológico permitiu à UCI sancionar os ciclistas por cometer uma violação da regra antidopagem. Os atletas também foram alvo de mais controles antidopagemg com base em seu passaporte biológico.
Durante os primeiros três anos do programa de bio-passaportes da UCI, 26 ciclistas foram considerados positivos para o EPO. Em 20 dos 26 casos, foi o perfil sanguíneo anormal que levantou suspeitas, levando a um teste de doping direcionado.
- Manuel Beltran (Liquigas) testou positivo para EPO no Tour de France de 2008 em um teste direcionado após anomalias aparecerem em uma amostra de sangue colhida no início do Tour. As amostras de sangue pré Tour foram coletadas pela Agência Antidopagem Francesa ( AFLD ) e os resultados dos testes foram submetidos à UCI para formar parte de seu banco de dados de perfis para o seu programa de passaporte biológico.[11]
- Gabriele Bosisio (LPR Brakes-Ballan) testou positivo para EPO em um controle fora da competição em setembro de 2010, depois de ter sido alvo do programa de passaporte biológico. Ele recebeu uma sanção de dois anos.[12]
- Antonio Colom (Team Katusha) testou positivo para EPO em um controle fora de competição em abril de 2009, depois de ter sido alvo do programa de passaporte biológico. Ele recebeu uma sanção de dois anos.[13]
- Thomas Dekker (Rabobank) testou positivo para EPO em um teste retroativo realizado em uma amostra de urina coletada em dezembro de 2007. O perfil hematológico de Dekker levou a UCI a revisar as análises da EPO para amostras de urina realizadas desde a introdução do programa de passaporte biológico.[14]
- Danilo Di Luca (LPR Brakes-Ballan) testou positivo para o CERA duas vezes durante o Giro d'Italia de 2009, depois de ser alvo do programa de passaportes biológicos.[15][16]
- Alberto Fernández da Puebla (Fuji-Servetto) testou positivo para EPO em um controle fora de competição em outubro de 2009, depois de ter sido alvejado no programa de passaporte biológico.[17] Ele recebeu uma sanção de dois anos.[18]
- David George (MTB) testou positivo para o EPO em um controle fora da competição em 29 de agosto de 2012, depois de ter sido alvo do programa de passaporte biológico do Instituto Sul-Africano de Esporte Sem Drogas (a agência nacional antidoping da África do Sul) . Ele admitiu ter usado o EPO e recebeu uma sanção de dois anos.[19][20]
- Massimo Giunti (Androni Giocattoli) deu positivo para EPO em um controle fora da competição em fevereiro de 2010, depois de ter sido alvejado no programa de passaporte biológico.[21] Ele recebeu uma sanção de dois anos.[22]
- Eddy Ratti (De Rosa-Stac Plastic) testou positivo para EPO em um controle fora de competição em janeiro de 2010, depois de ter sido alvo do programa de passaporte biológico.[23] Ele recebeu uma sanção de dois anos.[24]
- Manuel Vázquez Hueso (Andaluzia-Cajasur) testou positivo para EPO em um controle fora de competição em março de 2010, depois de ter sido alvo do programa de passaporte biológico.[25] Ele recebeu uma sanção de dois anos.

## Atletismo
A Associação Internacional das Federações de Atletismo introduziu seu programa de Passaporte Biológico para Atletas em 2009 e anunciou a primeira sanção sob o passaporte em maio de 2012.   O maratonista português Hélder Ornelas tornou-se o primeiro atleta de atletismo a ser suspenso por doping com base no passaporte biológico. Ele recebeu uma suspensão de quatro anos em maio de 2012.
Em março de 2014, a federação espanhola de atletismo liberou Marta Dominguez em um caso de passaporte biológico. El Pais informou que a IAAF levaria o caso ao CAS. Em fevereiro de 2014, a IAAF anunciou que apelaria do CAS relacionado a Aslı Çakır Alptekins ABP depois que a federação turca a liberasse. A IAAF também a suspendeu provisoriamente. Um porta-voz da IAAF em janeiro de 2015 confirmou que o caminhante russo Sergey Bakulin foi suspenso provisoriamente desde dezembro de 2012 em um caso de doping relacionado à ABP. Caso contrário, a IAAF não anuncia publicamente as suspensões provisórias. Em fevereiro de 2015, a imprensa turca informou que Ümmü Kiraz, Bahar Doğan, Semiha Mutlu e Meliz Redif estavam sob investigação em casos de bio passaporte.

## Triatlo
Em 2012, a USADA sancionou o triatleta americano Mark Fretta "depois que variações em seu perfil sanguíneo longitudinal individual e outras evidências documentais indicaram o uso de agentes estimuladores da eritropoiese". Fretta recebeu uma proibição de quatro anos,  e seus resultados a partir de 18 de agosto de 2010 foram anulados.

## Jogador de futebol
Em 2014, o passaporte biológico foi introduzido na Copa do Mundo da FIFA 2014 ; amostras de sangue e urina de todos os jogadores antes da competição e de dois jogadores por equipe e por partida foram analisadas pelo Laboratório Suíço de Análises de Doping .